# 三元镇 (三台县)
三元镇，是中华人民共和国四川省绵阳市三台县下辖的一个乡镇级行政单位。

## 行政区划
三元镇下辖以下地区：
场镇社区、友爱村、长发村、万安村、龙吟村、中山村、三涛村、金马村、石庙村、严家庵村、龙居村、小庙村、普陀村、新华村、群利村、和平村、康乐村、天星村、林泉村、明星村和凤台村。